# لارا گوت بهرامی
لارا گوت بهرامی (انگلیسی: Lara Gut-Behrami؛ زادهٔ ۲۷ آوریل ۱۹۹۱) اسکی‌باز آلپاین اهل سوئیس است.